# Serghei Nani
Serghei Nani (* 10. August 1971) ist ein ehemaliger moldauischer Fußballnationalspieler.
Nani debütierte am 2. Juli 1991 in einem Freundschaftsspiel gegen die Auswahl Georgiens. Für Moldau bestritt Nani 19 Länderspiele. Auf Vereinsebene spielte er für Zimbru Chișinău und den russischen Verein Kristall Smolensk.